# エックスメン (2011年のアニメ)
『エックスメン』（MARVEL X-MEN）は、2011年4月1日から6月24日までアニマックスにて放送されたテレビアニメである。マーベル・コミックの『X-メン』を原作としており、日本のアニメ制作会社であるマッドハウスの作品である。

## 概要
マーベル・コミック、マッドハウス、ソニー・ピクチャーズ、アニマックスによるマーベル作品アニメ化プロジェクト「Marvel Anime」の第3弾で、『ウルヴァリン』に続いての制作、放送となる。第5話より冒頭で東日本大震災の被災者向けの応援メッセージが挿入されている。
第12話の最後に続編の存在を示すかのようなメッセージが描かれているが、現時点では続編の制作は不明である。
キャッチコピーは「最凶変異軍団 日本集結」。

## あらすじ
人類とミュータントの両方を守る為に結成されたX-MENだったが、1年前の「インナーサークル」との戦闘中にメンバーのジーン・グレイが死亡し、それ以来、活動休止になっていた。その中で東北に住むミュータントの中学生が行方不明になり、その両親からX-MENの創始者であるプロフェッサーXのもとへ助けを求める連絡が入った。この失踪事件に大きな事件を予兆したプロフェッサーは、X-MENを再結成させるべく各地に散らばっていたメンバーを招集させた。
ただ1人、恋人であったジーンを失ったリーダーのサイクロプスだけが復帰を拒んでいた。

## 登場人物

### エックスメン
エグゼビア機関のミュータントチーム。1年前から活動休止状態になっていたが日本での事件を機に活動再開する。
サイクロプス
声 - 森川智之
エックスメンのリーダー。本名スコット・サマーズ。眼から破壊光線であるオプティック・ブラストを発射するミュータントで、その制御の為に常にバイザーをかけている。ジーンの死により心に深い傷を負う。活動再開した後もその影を落としており、ジーンが死ぬ間際にエマ・フロストの姿を見ていたため、彼女に対して非常に警戒心を持っていたが、プロフェッサーXの精神ダイブで彼女の無実を知り和解した。
ビースト
声 - 田中秀幸
エックスメンの一員。本名ヘンリー・P・”ハンク”マッコイ。青い毛皮で覆われた獣のような外見のミュータントで、見た目に似合わぬ天才的な生化学者でありチームのブレーン。活動休止中は大学の講義もしていた。
ストーム
声 - 久川綾
エックスメンの一員。本名オロロ・マンロー。ショートカットの白い髪と褐色の肌を持ち、天候を自由に操るミュータント。
ウルヴァリン
声 - 小山力也
エックスメンの一員。本名はジェームズ・ハウレッドだが、主にローガンを名乗る。驚異的な回復能力であるヒーリングファクターを持つミュータントで、両手の甲から飛び出すアダマンチウム製の鋭い爪が武器。
前作『ウルヴァリン』では若々しくスマートな容姿をしていたが、本作では原作に近い野生的で筋肉質な男性である。
プロフェッサーX
声 - 堀勝之祐
エックススメン創始者。本名チャールズ・フランシス・エグゼビア。世界最強の能力を持つテレパスで、下半身不随のため特殊な車椅子に乗る。エグゼビア機関にあるミュータント反応探知装置のセレブロを使うことにより広範囲のミュータントを探知することができる。15年前に日本滞在中に佐々木結衣と恋に落ちたが別れている。
市来久子
声 - 田村ゆかり
エックスメンジュニアメンバー。東北地方に住む女子中学生の日本人のミュータントで、オーラをアーマー状に実体化する能力を持つ。そのアーマーはある程度伸縮自在で、一種のパワードスーツないしは小型ロボット兵器のような役割もする。右の掌に健夫と出会った時に負った火傷の痣があるが、本人はそのことを記憶から消されていた。
幼い頃に1度だけ覚醒したがその後普通の生活をしていたものの、東北地方でのミュータント狩りを危惧し、両親がエマに家庭教師を依頼していた。その後U-MENに拉致されエックスメンにより救出され、エックスメンジュニアメンバーとして迎え入れられる。
エマ・フロスト
声 - 山像かおり
「インナーサークルの四天王」と呼ばれた強力なテレパシーを使うミュータント。武道にも精通している。
かつてはインナーサークルの一員であったが、組織の実態を知った時に脱退した。その後は市来久子の家庭教師として彼女を救うために来たものの共にU-MENに捕われていた。ただし、1年前のジーン・グレイ自爆のときにサイクロプスは彼女の姿を見ていたため彼からは信用されていなかったが、プロフェッサーXに精神ダイブをしてもらった事で、それが無実だと分かり、彼と和解した。インナーサークル加入以前は未熟なミュータントを育成していて脱退以降にその活動を再開していた。久子の救出の際に二次変質が覚醒しておりその治療の為にエグゼビア機関に赴き、久子の教育係としてエックスメンのメンバーとなる。
二次変質によって身体をダイヤモンド化できる能力を持ったが、能力発動中はテレパス能力が使えなくなる。またその際、他者のテレパス能力も通用しなくなるため相手のテレパスを見破るといった効果もある。
ジーン・グレイ
声 - 日野由利加
エックスメンの一員であった、オメガ級のサイキック能力を持つミュータント。
1年前、インナーサークルのマスターマインドによってエマ・フロストの能力であるマインドコントロールをかけられ『フェニックス』と変貌して暴走、仲間と世界の為に自ら命を絶った。しかしその精神はエックスメン達を見守り続けている

### インナーサークル
エックスメンと敵対する、全人類を制圧し奴隷のように操ろうと企むミュータント組織。世界を本来のあるべき姿にする事を目的としている。1年前の戦いののち活動を停止。
マスターマインド
声 - 壤晴彦
インナーサークルのリーダー。本名ジェイソン・ウィンガード。幻影や擬態フィールドを作るテレパス能力を持つ。1年前の戦いのあと消息不明となっていたが、その後東北地方のミュータント現象に注目し、真田純に成りすまし日本に潜伏していた。ジーン・グレイ暴走の際、エマ・フロストの幻影が見えたのもマスターマインドによるものである。最終的には健夫の暴走による触手に押し潰される形で死亡した。
マーシュ
声 - 中村悠一
インナーサークルの四天王で、体を液体化する能力を持つミュータント。液状化して潜伏することも可能で、飛ばした液体自体も操ることができ、鉱物のように硬い物質にも変化が可能。最後は久子の一撃で壁に叩き付けられた挙句、サイクロプスに止めを刺されて蒸発した。
ラット
声 - 坂巻学
インナーサークルの四天王で、体から武器を出す肌が黄色いミュータント。体中のトゲを飛ばせる他、トゲ付き鉄球のように身体を変化させることも出来る。ウルヴァリンに串刺しにされた所にストームの電撃を受け、感電死した。
ニューロン
声 - 青山穣
インナーサークルの四天王で、人の感覚を極端に増幅させる能力を持つミュータント。体の触手を相手に突き刺し感覚を増幅させることによりショック死させることも出来る。また触手で繭の様な閉鎖空間も作り出すことが出来る。閉鎖空間でウルヴァリンとビーストを苦しめるも、最後はビーストの攻撃でわざと理性を失ったウルヴァリンによって倒された。

### U-MEN
ホモサピエンス至上主義で、ミュータントの能力を悪用し人類を殲滅しようと企むマッドサイエンティスト組織。過去にウルヴァリンと戦った経験がある。日本でミュータント狩りを行っており、ミュータントの臓器を採取しその能力を自分のものにしている。なお、その肉体は改造と機械化とが繰り返され、もはやホモサピエンスには見えない。実はインナーサークル傘下の組織であった。
ジェイク
声 - 西凛太朗
U-MENのメンバー。対ミュータント用のパワードスーツでエックスメンに挑むも倒された後に証拠隠滅の為に自ら自爆した。
トッド
声 - 高木渉
U-MENでドクターと呼ばれるマッドサイエンティスト。巨大な装置と繋がっており対ミュータント用の武装も備えている。
ジェイクと共にミュータント狩りをし臓器を採取していたが、エックスメンに倒される。

### 佐々木結衣の関係者
佐々木結衣（ささき ゆい）
声 - 榊原良子
ミュータントを教育する施設、佐々木学園の園長だった人物。現在は東北の山奥に住んでミュータントと医療について研究をしている。15年前にプロフェッサーXと会っており彼との間に息子、健夫が産まれている。健夫の消滅後、U-MENに手を貸した罪を償うために自害しようとしたが思い止まった。
真田純（さなだ じゅん）
声 - 関智一
佐々木結衣の研究を手伝っている助手。何らかの実験の為に薬を打っている。加賀、韮崎の2人とは違い佐々木学園の生徒ではなく2ヶ月前に助手として来た。しかし、その正体はマスターマインドが結衣の施設に潜入する為に作り上げた幻覚によるものである。
加賀功一（かが こういち）
声 - 小西克幸
佐々木結衣のミュータント研究を手伝っている助手。元佐々木学園の生徒。結衣のミュータント抑制剤を打っていたが、韮崎理子に続きデイモン・ホール症候群を発症して巨大な怪物に変質した。一時的に回復するもニューロンによってショック死する。
韮崎理子（にらさき りこ）
声 - 井上麻里奈、坂巻学（クモ型ミュータント）
佐々木結衣の研究を手伝っている助手。元佐々木学園の生徒。結衣のミュータント抑制剤を打っていたが、デイモン・ホール症候群を発症しクモの様な姿に変質した。一時的に回復するもニューロンによってショック死する。
健夫（タケオ）
声 - 阿部敦
佐々木結衣とプロフェッサーXの息子。久子にとっては佐々木学園時代の同級生であった。プロフェッサーXには死んだと知らせていた。東北地方で二次変質（デイモン・ホール症候群）を起こしていた元凶。その能力は、自分のまわり全てのものを固体や液体はおろか空間までも捻じ曲げてしまう。オメガ級のテレパス能力も持ち、人の記憶から自分の存在を消すことも出来る。
彼がミュータントに覚醒した際に結衣は学園を封鎖して山奥の研究所に移り、抑制剤の研究をはじめるも研究は進まず、U-MENに協力しミュータントの臓器から作られるミュータント抑制剤を作り、ミュータント妨害システムも作っていた。しかし、マスターマインドは密かに数ヶ月前から抑制剤の摂取を止め、テレパシーで精神を破壊していた。
暴走後、プロフェッサーXは精神ダイブによる暴走を食い止めようとしたものの、その力が大きすぎる為に拒絶され最後の手段として自らを命と引き替えにタケオを消滅させようと試みたが、久子の必死の説得によりタケオの精神を正気を取り戻す事に成功したが、自らの意思でその存在自体を消滅する道を選んだ。

### その他
恭子
声 - 藤村歩
東北地方にいる市来久子の友人。ミュータントと知っていても親しくしている。
マグニートー
本名エリック・レーンシャー。監禁されていたが、第12話の最後で何者かの手により脱獄を図り行方不明となる。
アイアンマン
第12話に助っ人として登場。
世界のミュータント達
第12話に登場した、アークエンジェル、コロッサス、ローグ、ナイトクローラー、デッドプール、キャプテン・ブリテンら世界で活動しているミュータントヒーローたち。

## 用語
- 二次変質（Secondary mutation）

X抗体の変異によるミュータントの第2の覚醒。
個人差はあるが、悪性の二次変質だった場合は、暴走する可能性のある「デイモン・ホール症候群」に発達する危険がある。
- ブラックバード（Blackbird）

エックスメン専用のステルスジェット機。ロッキードのSR-71がベース。主にサイクロプスが操縦する。作中では予備の機体も登場している。
- センチネル（Sentinel）

ミュータント捕獲ロボット。訓練用のホログラフ内で登場。腕は無線操作でき、口からビームを発射する。

## スタッフ
- 原作 - マーベル・コミック
- 監督 - 木﨑文智
- ストーリー - ウォーレン・エリス
- シリーズ構成 - 広田光毅
- キャラクターデザイン - 横山愛
- U-MEN・アーマー・健夫デザイン - 岡崎能士
- 美術監督 - 池田繁美
- 色彩設計 - 飯島孝枝
- 撮影監督 - 藤田賢治
- 3DCGディレクター - さいとうつかさ
- 編集 - 木村佳史子、塚常真理子
- 音響監督 - 中嶋聡彦、三間雅文
- 音楽 - 高橋哲也
- エグゼクティブプロデューサー - 滝山雅夫、Jeph Loeb、Alan Fine、Dan Bucklay、Simon Philips、Eric S.Rollman
- 共同エグゼクティブプロデューサー - Joe Quesada、Stan Lee
- プロデューサー - 森島太朗、原史倫、Cort Lane
- アニメーションプロデューサー - 福士裕一郎
- アニメーション制作 - マッドハウス
- 製作協力 - アニマックスブロードキャスト・ジャパン
- 製作著作 - Superhero Anime Partners（ソニー・ピクチャーズ エンタテインメント、マッドハウス）

## 主題歌
オープニングテーマ「Reassembly」
作曲 - 高橋哲也
エンディングテーマ「Fighting for Peace, Fighting for All」
作曲 - 高橋哲也

## 各話リスト
| 話数       | サブタイトル              | 脚本       | 絵コンテ        | 演出       | 作画監督                                                                  | 総作画監督 |
| ---------- | ------------------------- | ---------- | --------------- | ---------- | ------------------------------------------------------------------------- | ---------- |
| Episode 1  | The Return - 集結         | 広田光毅   | 木﨑文智        | 木﨑文智   | 千葉道徳                                                                  | -          |
| Episode 2  | U-MEN - ミュータント狩り  | 高屋敷英夫 | 寺岡巌          | 西本由紀夫 | 赤井方尚                                                                  | 千葉道徳   |
| Episode 3  | Armor - 覚醒              | 広田光毅   | 横山彰利        | 吉沢俊一   | 吉田南 阿部邦博（メカニック）                                             | 千葉道徳   |
| Episode 4  | Transformation - 二次変質 | 高屋敷英夫 | 仁保知行        | 池畠博史   | 瀬川真矢                                                                  | 千葉道徳   |
| Episode 5  | Power - 結束              | 広田光毅   | 川尻善昭        | 中山奈緒美 | 横山愛                                                                    | 千葉道徳   |
| Episode 6  | Conflict - 激戦           | 高屋敷英夫 | 大塚健          | 西本由紀夫 | 山本美佳（キャラクター） 赤井方尚（メカニック）                           | 千葉道徳   |
| Episode 7  | Betrayal - 衝撃           | 広田光毅   | 若林信          | 若林信     | 高橋瑞香                                                                  | 千葉道徳   |
| Episode 8  | Lost - 予兆               | 高屋敷英夫 | 松尾慎 肉球博士 | 吉沢俊一   | 横山愛、阿部恒 阿部邦博（クリーチャー）                                   | 千葉道徳   |
| Episode 9  | Revelations - 暗躍者      | 広田光毅   | 長濱博史        | 中山奈緒美 | 羽山淳一                                                                  | -          |
| Episode 10 | Countdown - 真実          | 高屋敷英夫 | 阿部雅司        | 阿部雅司   | 竹田逸子、阿部恒 山本美佳、小菅洋 赤井方尚、横山愛 清水健一（アクション） | 千葉道徳   |
| Episode 11 | Revenge - 終末            | 広田光毅   | 西村聡 大塚健   | 西本由紀夫 | 山本美佳、諸貫哲朗 阿部恒、飯島弘也 赤井方尚、横山愛                      | -          |
| Episode 12 | Destiny - 絆              | 広田光毅   | 木﨑文智        | 木﨑文智   | 千葉道徳、赤井方尚 横山愛、山本美佳                                       | -          |